# Бестселър
Бестселър (на английски: bestseller – „най-продаван“) е популярна книга, която попада в списък с най-продаваните. Терминът бестселър не определя литературните качества на произведението, то просто говори за голямата популярност, както например терминът блокбъстър за филми или хит за музикални произведения.
Класацията на бестселърите се основава на методики на сравняване на продажбите на отделните заглавия в сравнение с останалите, като произведенията се селектират по видове жанр, по начина на издаване за продажба – с твърди, с меки корици или като електронна книга в наши дни, като художествена, докуминтална или специализирана литература. По отношение на блокбъстърите в киното и музикалните хитове се сравнява гледаемостта на филма и концерните, или продадените копия на филмите и албумите.
Определението „бестселър“ се употребява доста свободно авторите, издателите и търговците. Много често това е временно явление по отношение на продажбите в определен период, седмица или месец, по-рядко година или по-дълъг период. Някои качествени книги са продадени в много повече копия от много съвременни бестселъри, но за по-дълъг период от време. Често постигането на статуса „бестселър“ се основава на вериги литературни агенти, търговци на дребно, библиотекари, и агресивни маркетингови дейности, или на голямата популярност на автора.
Едни от най-известните класации са на вестниците „Ню Йорк Таймс“, „Ю Ес Тудей“, „Пъблишер Уикли“ или „Таймс“, както и на други специализирани издания.

## История
Първата поява на термина става през 1889 г. във вестник The Times Kansas & Star в Канзас. Много бързо набира популярност с първите дни на масовото производство на печатни книги.